# أرتافاسديس الثاني
أرتافاسديس الثاني (اليونانية القديمة: ΑΡΤΑΒΑΖΔΗΣ Artabázdēs) كان ملك أرمينيا من 55 قبل الميلاد إلى 34 قبل الميلاد. وأحد أفراد سلالة أرتاكسياد، وهو ابن وخليفة ديكرانوس الكبير (حكم من 95 إلى 55 ق.م.) الذي اعتلى عرش دولة لا تزال قوية ومستقلة. كانت والدته كليوباترا البنطية، مما جعل جده لأمه هو ملك مملكة البنط البارز ميثراداتس السادس. واصل أرتافاسديس الثاني (مثل والده) استخدام لقب ملك الملوك كما يظهر من عملاته المعدنية.